# Cappella Sancti Servatii

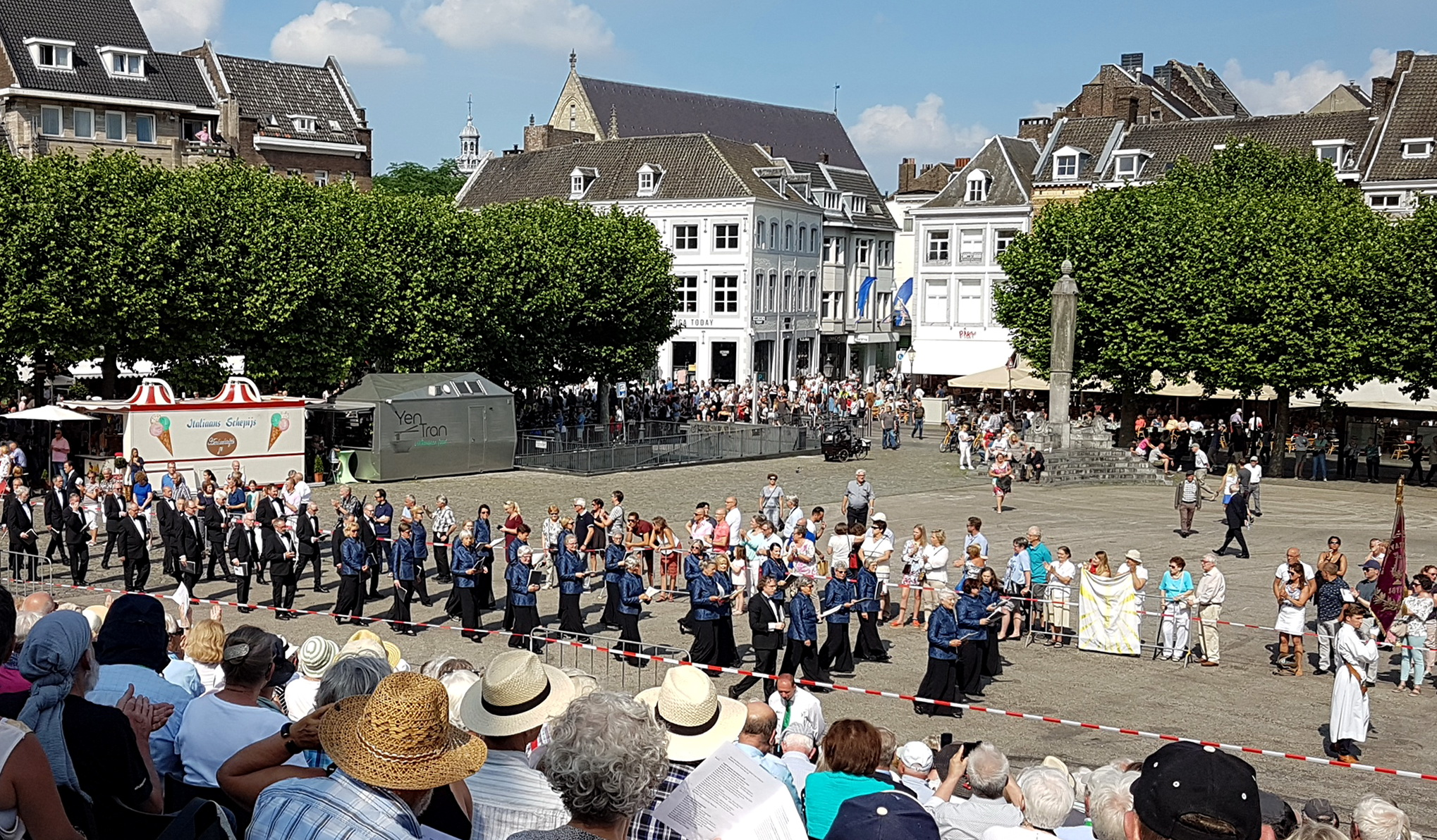
De Cappella Sancti Servatii (met vaandeldrager) op het Vrijthof tijdens de Heiligdomsvaart van 2018

De Cappella Sancti Servatii, vroeger Sint Servaaskoor geheten, is een gemengd koor dat verbonden is aan de Sint-Servaasbasiliek in de Nederlandse stad Maastricht. Het koor werd opgericht in 1808 en telt ongeveer vijftig leden. De Cappella Sancti Servatii is een van de weinige kerkkoren in Nederland die wekelijks een meerstemmige mis, inclusief de Gregoriaanse gezangen, in de kerk ten gehore brengen. Van het koor zijn tal van plaat- en cd-opnames gemaakt. Het koor maakt geregeld concertreizen en was een vaste deelnemer aan het festival voor religieuze muziek, Musica Sacra.

## Geschiedenis
Het koor werd opgericht als 'choor van musicq' van de hoofdparochiële kerk van Maastricht in 1808, tijdens de Franse tijd, na een tumultueuze periode waarin de Sint-Servaaskerk een aantal jaren aan de rooms-katholieke eredienst onttrokken was geweest en het kapittel van Sint-Servaas, dat eeuwenlang de missen en de koorzang in de kerk had verzorgd, was opgeheven. De eerste dirigent van het koor was 'sangmeester' Reinier, die hiervoor jaarlijks vierhonderd gulden ontving. Ook de leden van het koor werden in de begintijd betaald. 
In de twintigste eeuw had het koor twee dirigenten die beiden ongeveer vijftig jaar aan het koor verbonden waren: Benoît Franssen (1913-1964) en Peter Serpenti (1964-2013). Laatstgenoemde was tevens dirigent van het Muziekcentrum van de Omroep (1980-'90). Sinds 2013 wordt het koor geleid door Hans Heykers. In 2008 vierde het koor het 200-jarig bestaan, waarbij onder andere het gedenkboek Te Deum Laudamus en een dubbel-cd verschenen. De laatste jaren heeft het koor te kampen met de gevolgen van vergrijzing en secularisering in de samenleving. Desalniettemin houdt het koor vast aan de traditie om, naast de concerten elders, elke zondag tijdens de hoogmis in de Sint-Servaasbasiliek de meerstemmige en Gregoriaanse zang te verzorgen. Het koor wordt daarbij begeleid door de vaste organist Marcel Verheggen op het hoofdorgel van de Sint-Servaasbasiliek.

## Kooropnamen
Onder dirigent Peter Serpenti nam het koor tal van platen en cd's op, onder andere:
- 200 jaar Cappella Sancti Servatii (2008)
- W. A. Mozart, met o.a. de Missa Brevis in C major (K.259) en de Missa Brevis in D major (K.194) van Wolfgang Amadeus Mozart
- Musica Servatii, met o.a. de Missa Cathedralis van Herman Strategier